# Anomura
Anomura is een infraorde van tienpotige schaaldieren.
Hoewel veel variëteiten uit deze infraorde benoemd worden als krab of kreeft, zijn ze dat niet in de biologische zin van het woord.
De krab (Brachyura) en de kreeft (Astacidea) worden in andere groepen ingedeeld.

## Superfamilies
- Aegloidea Dana, 1852
- Chirostyloidea Ortmann, 1892
- Galatheoidea Samouelle, 1819
- Hippoidea Latreille, 1825
- Lithodoidea Samouelle, 1819
- Lomisoidea Bouvier, 1895
- Paguroidea Latreille, 1802